# The Gun Show
«The Gun Show» es una canción de la banda estadounidense In This Moment. Es el primer sencillo A Star-Crossed Wasteland, tercer álbum de estudio de la banda. Fue lanzada a través de iTunes el 1 de junio de 2010. Un tráiler fue lanzado el 19 de mayo que contiene un pequeño fragmento de la canción. Unas semanas más tarde, un nuevo tráiler fue lanzado con un clip extendido de la canción y un primer vistazo al video musical.

## Estilo
"The Gun Show" representa el retorno a un sonido más pesado. El guitarrista Chris Howorth dice, "simplemente queríamos salir con un metal pesado y mostrar a todos que en este momento está de vuelta en metal y estamos abrazando esa parte de nosotros." Durante toda la canción Maria Brink Utiliza su voz gutural con ausencia total de voces limpias.

## Vídeo musical
El 1 de marzo de 2010 la banda publicó en su Twitter y MySpace un anunció en el que le pedían a sus fanes de Los Ángeles que se vistiesen con un traje de vaquero para de esa manera participar del vídeo. El video fue dirigido por David Brodsky y debutó en Revolver TV el 23 de junio.
El vídeo musical es al estilo del viejo oeste, en donde se aprecian un montón de personas (los fanes) que se dirigen a donde la banda está tocando la canción.

## Lista de canciones
1. "The Gun Show" - (4:46)